# Championnats du monde d'aviron 1982
Navigation
Édition précédente Édition suivante
Les championnats du monde d'aviron 1982, douzième édition des championnats du monde d'aviron, ont lieu en août 1982 à Lucerne, en Suisse.

## Médaillés

### Hommes
| Épreuves     | Or | Or       | Argent | Argent  | Bronze | Bronze   |
| ------------ | --- | -------- | --- | ------- | --- | -------- |
| M1x          | Allemagne de l'Est Rüdiger Reiche | 7:00.67  | Union soviétique Vasil Yakusha | 7:01.15 | États-Unis John Biglow | 7:02.08  |
| M2x          | Norvège Rolf Thorsen Alf Hansen | 6:23.66  | Allemagne de l'Est Klaus Kröppelien Joachim Dreifke | 6:25.36 | Tchécoslovaquie Zdeněk Pecka Václav Vochoska | 6:28.08  |
| M4x          | Allemagne de l'Est Karl-Heinz Bußert Uwe Mund Uwe Heppner Martin Winter                                                                                               | 5:55.50  | Allemagne de l'Ouest Albert Hedderich Raimund Hörmann Dieter Wiedenmann Michael Dürsch                                                                          | 5:59.10 | Union soviétique Viktor Rudakovich Vladimir Koldishkin Aleksandr Sdramvomislov Valeriy Kleshnyov | 6:00.90  |
| M2+          | Italie Carmine Abbagnale Giuseppe Abbagnale Giuseppe Di Capua (c) | 6:59.63  | Allemagne de l'Est Jürgen Seyfarth Karsten Schmeling Hendrik Reiher (c)                                                                                         | 7:01.55 | Tchécoslovaquie Milan Doleček Sr Milan Skopek Oldřich Hejdušek (c) | 7:02.07  |
| M2-          | Norvège Hans Magnus Grepperud Sverre Løken | 6:41.98  | Allemagne de l'Est Carl Ertel Ulf Sauerbrey | 6:44.88 | Pays-Bas Sjoerd Hoekstra Joost Adema | 6:45.72  |
| M4+          | Allemagne de l'Est Thomas Greiner Hans Sennewald Ulrich Kons Ullrich Dießner Andreas Gregor (c)                                                                       | 6:19.04  | Tchécoslovaquie Vojtech Caska Josef Neštický Jan Kabrhel Karel Neffe Jiří Pták (c)                                                                              | 6:21.69 | États-Unis Andy Sudduth Charles Altekruse John Everett Fred Borchelt Robert Jaugstetter (c) | 6:25.33  |
| M4-          | Suisse Bruno Saile Jürg Weitnauer Hans-Konrad Trümpler Stefan Netzle                                                                                                  | 6:10.41  | Union soviétique Vitaliy Eliseyev Aleksandr Kulagin Valeriy Dolinin Aleksey Kamkin                                                                              | 6:11.82 | Roumanie Petru Iosub Valer Toma Daniel Voiculescu Constantin Airoaie | 6:12.32  |
| M8+          | Nouvelle-Zélande Les O'Connell Mike Stanley Andrew Stevenson George Keys Roger White-Parsons Chris White Tony Brook Dave Rodger Andy Hay (c)                          | 5:36.99  | Allemagne de l'Est Jens Doberschütz Hans-Peter Koppe Gert Uebeler Jörg Friedrich Ralf Brudel Harald Jährling Bernd Niesecke Bernd Höing Klaus-Dieter Ludwig (c) | 5:39.17 | Union soviétique Žoržs Tikmers Dimants Krišjānis Dzintars Krišjānis Viktor Omelyanovich Viktor Diduk Vladimir Krilov Zigmantas Gudauskas Nikolai Solomakhin Juris Bērziņš (c)                           | 5:39.52  |
| Poids légers | |          | |         | |          |
| LM1x         | Autriche Raimund Haberl | 7:12.57  | États-Unis Scott Roop | 7:14.26 | Italie Luca Migliaccio | 7:14.58  |
| LM2x         | Italie Francesco Esposito Ruggero Verroca | 06:34.85 | États-Unis Paul Fuchs William Belden | 6:37.28 | Suisse Kurt Steiner Pius Z'rotz | 06:38.87 |
| LM4-         | Italie Marco Romano Daniele Boschin Paolo Martinelli Pasquale Aiese                                                                                                   | 6:17.79  | Espagne Guillermo Mueller Gascon José María de Marco Pérez Enrique Briones Luis Marina Moreno Perpina                                                           | 6:19.68 | Danemark Mikael Espersen Flemming Jensen Lars Porneki Kim Hagsted | 6:20.33  |
| LM8+         | Italie Vittorio Valentinis Mauro Torta Franco Pantano Valentino Tontodonati Renzo Borsini Lanfranco Borsini Claudio Castiglioni Leonardo Salani Giuseppe Di Capua (c) | 5:49.45  | Danemark Michael Djervig Jørn Jørgensen Ivar Mølgaard Arne Højlund Søren Hansson Søren Christensen Jan Christensen Bent Fransson Jan Rasmussen (c)              | 5:50.47 | Espagne Fernando Climent Angel Sáez Bernardos Francisco Goicoechea García Antonio Elizalde Alberto Molina Castillo Ángel Viana Bravo Javier Puertas Cabezudo Dionisio Redondo González Jose Delgado (c) | 5:51.90  |

### Femmes
| Épreuves | Or | Or      | Argent | Argent  | Bronze | Bronze  |
| -------- | --- | ------- | --- | ------- | --- | ------- |
| W1x      | Union soviétique Irina Fetissova | 3:42.83 | Roumanie Valeria Răcilă | 3:42.92 | Nouvelle-Zélande Stephanie Foster | 3:44.61 |
| W2x      | Union soviétique Yelena Bratischko Antonina Makhina | 3:19.47 | Allemagne de l'Est Kerstin Kirst Martina Schröter | 3:23.05 | Canada Janice Mason Lisa Roy | 3:26.49 |
| W4x+     | Union soviétique Larisa Popova Yelena Khloptseva Olga Kaspina Tatiana Bachkatova Maria Zemskova-Korotkova (c)                                                      | 3:32.41 | Allemagne de l'Est Jutta Hampe Heidi Westphal Cornelia Linse Jutta Ploch Elke Rost (c)                                                                  | 3:12.48 | Roumanie Maria Micșa Maricica Țăran Elisabeta Lipă Sofia Corban Ecaterina Oancia (c)                                                                 | 3:16.63 |
| W2-      | Allemagne de l'Est Silvia Fröhlich Marita Sandig | 3:32.41 | Pologne Małgorzata Dłużewska Czesława Kościańska | 3:34.58 | Canada Elizabeth Craig Tricia Smith | 3:35.93 |
| W4+      | Union soviétique Svetlana Semenova Valentina Semenova Galina Stepanova Larisa Zavarzina Nina Cheremisina (c)                                                       | 3:17.16 | États-Unis Kathy Keeler Carol Bower Harriet Metcalf Barbara Kirch Valerie McClain-Ward (c)                                                              | 3:19.55 | Roumanie Rodica Arba Mihaela Armășescu Aurora Darko Elena Horvat Cristina Dinu (c)                                                                   | 3:19.71 |
| W8+      | Union soviétique Elena Makushkina Ludmila Konopleva Nina Umanets Elena Tereshina Nataliya Yatsenko Marina Studneva Raissa Doligaida Sarmīte Stone Nina Frolova (c) | 2:57.97 | États-Unis Liz Miles Shyril O'Steen Kristine Norelius Jan Harville Jennie Marshall Joline Esparza Jane McDougall Kristen Thorsness Nanette Bernadou (c) | 3:01.50 | Allemagne de l'Est Claudia Noack Ute Steindorf Sabine Portius Carola Hornig Steffi Götzelt Sigrid Anders Iris Rudolph Karin Metze Kirsten Wenzel (c) | 3:02.89 |